# خط أنابيب

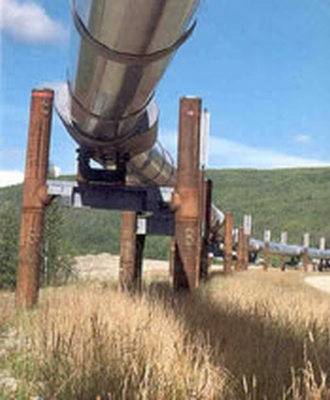
خط أنابيب في الاسكا.

النقل بخطوط الأنابيب هو عملية نقل البضائع عن طريق تمريرها خلال أنابيب مخصصة لذلك. غالباً ما يستخدم هذا النوع من أنواع النقل في نقل السوائل والغازات، ولكن يمكن أيضاً استخدام الأنابيب الهوائية لنقل كبسولات صلبة باستخدام الهواء المضغوط.

## خط الأنابيب:
هو عبارة عن نظام صناعي مخصص لنقل السوائل (سوائل، غازات، خلائط متعددة الأطوار) تحت الضغط لمسافات طويلة. يتكون من أنابيب وملحقات (صمامات، صمامات، ضواغط ... )، غالبًا ما تكون منظمة في شبكة.
المنتجات التي يتم نقلها عبر خطوط الأنابيب:
- النفط والهيدروكربونات السائلة الأخرى.
- الغاز الطبيعي والغازات القابلة للاحتراق الأخرى.
- بعض المواد الكيميائية.

يمكن أيضًا تضمين ما يلي في مفهوم خط الأنابيب:
- نقل المنتجات الغذائية (البيرة، الحليب، الحبوب ...) في خطوط أو قنوات طويلة.
- إزالة النفايات (المياه العادمة، مياه الأمطار، الصرف الصحي ...) بالجاذبية.
- إمداد المياه إلى منشأة هيدروليكية (خط أنابيب الضغط).

## تاريخ النقل عبر الأنابيب:

### شبكات قنوات المياه:
تُستخدم شبكات قنوات المياه لجمع وتوزيع مياه الشرب والري منذ أقدم العصور التاريخية. ظهرت أولى الأنابيب في الصين عام 500 قبل الميلاد، وكانت مصنوعة من الخيزران المشقوق ومربوطة بالحبال لنقل المياه. في العصور القديمة، تم استخدام أنابيب من الخشب أو الطين أو الحجر أو المعدن القابل للطرق (الرصاص ...) لنقل المياه. في فرنسا، في أواخر القرن الثامن عشر، تم بناء قناة (صمام) مكونة من جذوع صنوبر مجوفة على مسافة 21.5 كيلومترًا بين Salins-les-Bains (Jura) و Arc-et-Senans (Doubs) لنقل المحلول الملحي.

### الأنابيب في الثورة الصناعية:
في بداية القرن التاسع عشر، شهدت الحضارة الصناعية، التي شهدت تطوير منشآت معقدة (أفران مرتفعة، مصانع غاز، محطات بخار، إلخ)، إنشاء أنظمة محلية لنقل السوائل تتكون من أنابيب من الحديد الزهر والخشب والفولاذ أو السيراميك، ولكن ظلت صغيرة الحجم.

### ظهور خطوط الأنابيب الحديثة:
منذ عام 1860، أصبحت خطوط الأنابيب ضرورية مع الثورة الصناعية وبداية استغلال النفط. أدى استغلال أولى حقول النفط في Titusville بولاية بنسلفانيا إلى اندفاع حقيقي نحو الذهب الأسود، وسرعان ما أصبح من الضروري العثور على طريقة أخرى غير الزوارق أو السكك الحديدية لنقل هذا الإنتاج الضخم بالبراميل. يُعتقد أن أول مفهوم صناعي للنقل عبر خط الأنابيب (خط الأنابيب تحت الضغط) قد تم صياغته من قبل الروسي ديميتري مينديلييف في عام 1863، حيث اقترح استخدام أنابيب الصلب. في الولايات المتحدة، تم بناء أول خط أنابيب في عام 1865، بطول ثمانية كيلومترات من أنابيب الحديد الزهر الملحومة بقطر 2 بوصة، ونقل 100 متر مكعب من النفط يوميًا. في عام 1878، تم بناء خط أنابيب جديد بطول 170 كيلومترًا وقطر 6 بوصة بسعة نقل غير مسبوقة تبلغ 1500 متر مكعب من النفط يوميًا. في 1878-1880، بنى الروسي فلاديمير شوكهوف، لشركة Branobel، أول خط أنابيب روسي بالقرب من باكو. حوالي عام 1885 ظهر مصطلح "خط الأنابيب" في العالم الأنجلو ساكسوني ثم دخل في القاموس الصناعي الفرنسي. بحلول نهاية هذا القرن، كان هناك 29000 كيلومتر من خطوط الأنابيب قيد الاستخدام.

### التطورات في القرن العشرين:
خلال النصف الأول من القرن العشرين، أدى تطور التقنيات، من خلال استخدام الفولاذ ذي الجودة الأفضل، ووسائل اللحام الأكثر كفاءة التي تسمح بزيادة قطر الأنابيب وضغط التشغيل، بالإضافة إلى آلات جديدة لوضع الأنابيب في الأرض، إلى زيادة قدرات النقل. بين عامي 1931 و 1947، تضاعفت أطوال شبكات خطوط الأنابيب في الولايات المتحدة ستة أضعاف.

### خطوط الأنابيب بعد الحرب العالمية الثانية:
في نهاية الحرب العالمية الثانية وبعدها، ستشرع أوروبا أيضًا في العديد من مشاريع بناء خطوط الأنابيب المهمة لضمان إمداداتها من الهيدروكربونات. على وجه الخصوص، في عام 1944، بمبادرة من البريطانيين مع عملية PLUTO، تم بناء خط أنابيب تحت بحر المانش.

### خطوط الأنابيب في العصر الحديث:
في عام 1956، تم افتتاح أطول خط أنابيب في العالم، يُطلق عليه اسم "Druzhba" (الصداقة) بطول 4000 كيلومتر، يربط جنوب شرق روسيا بألمانيا الشرقية.
في أوائل الستينيات من القرن الماضي، مع ازدياد الطلب على الغاز الطبيعي ووصول تقنية التسييل إلى مستوى

## تصنيف الخطوط حسب الوظيفة
تنقسم خطوط النقل بالانابيب إلى
- خطوط التجميع
- خطوط النقل
- خطوط التوزيع

## نقل النفط والغاز الطبيعي
من غير المعلوم متى تم إنشاء أول خط أنابيب لنقل النفط في العالم، وهناك خلاف حول أسبقية عدة شركات في بناء أول خط لنقل النفط في القرن التاسع عشر
في الولايات المتحدة يتم نقل 70% من الزيت الخام عن طريق الانابيب

## نقل الماء

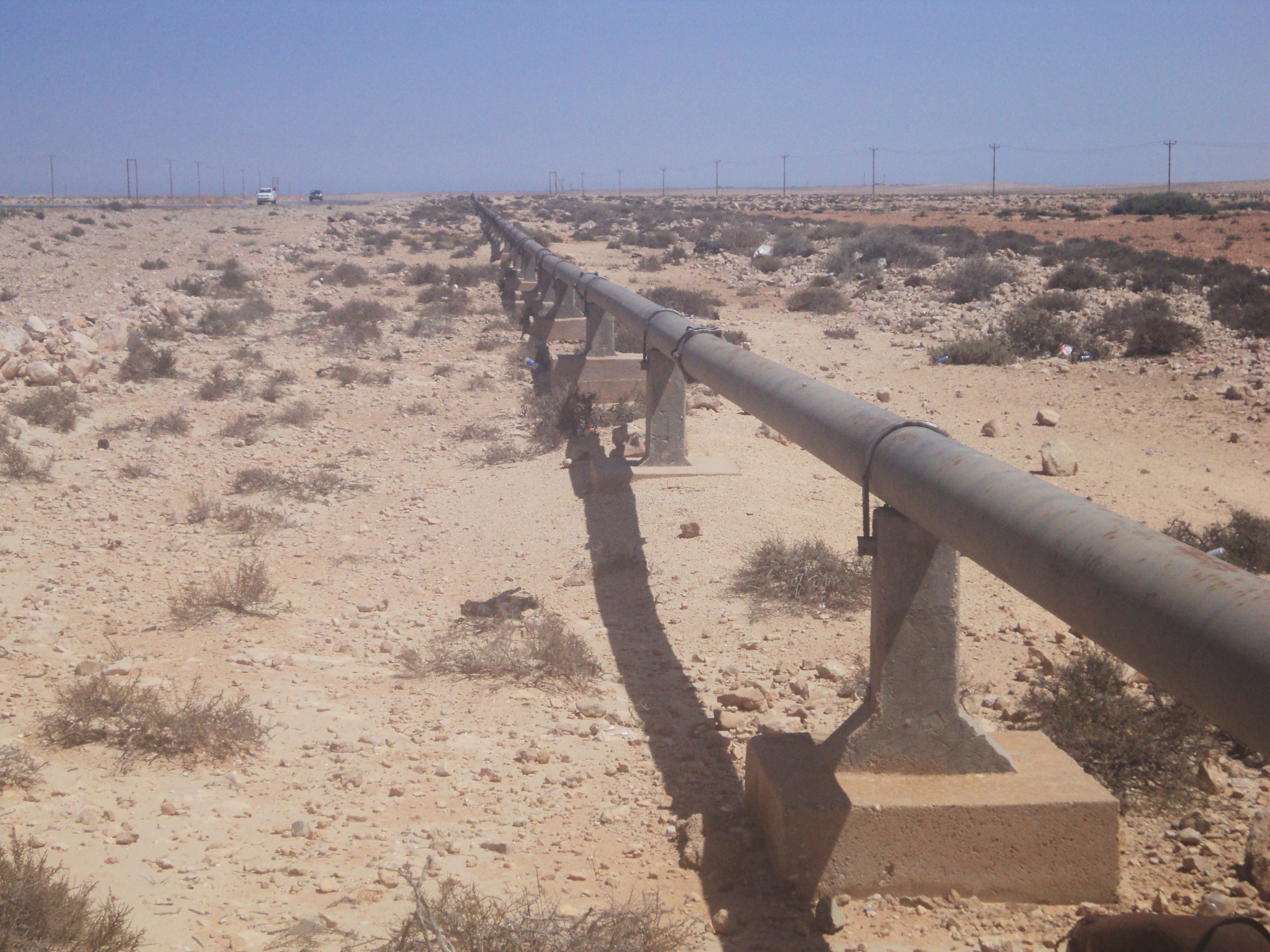
نقل مياه الشرب عبر خط آنابيب بين درنة وطبرق في ليبيا

منذ أكثر من ألفي عام قام الرومان بانشاء أول خط أنابيب لنقل الماء

## أنواع نقل أخرى

### خطوط تجميع الحلب
في مزارع الألبان يتم تجميع الحليب من خلال خطوط أنابيب

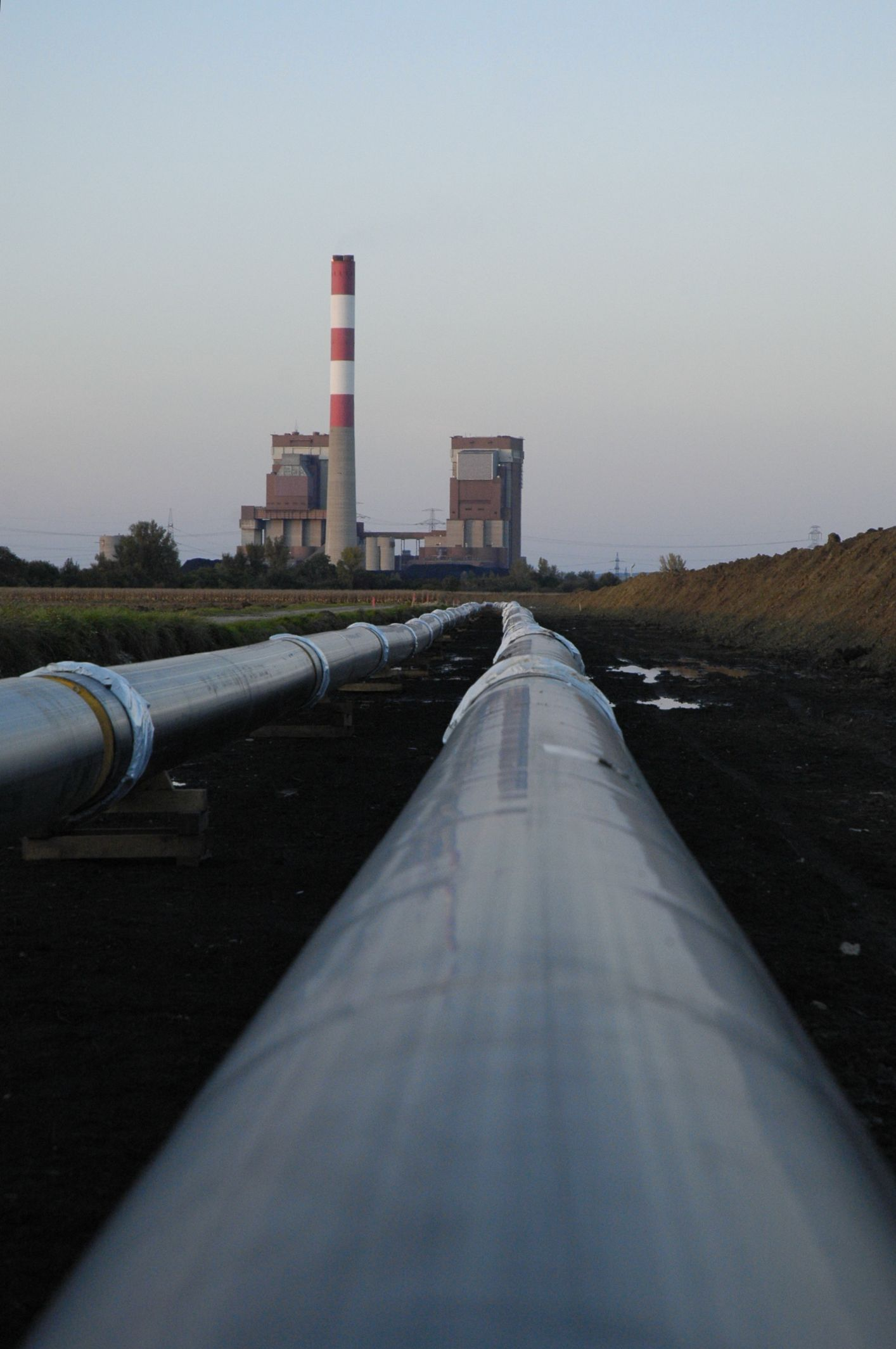
خط أنابيب لأحدى الشبكات الحرارية في النمسا بطول 31 كم